# Podmurvice
Podmurvice (olaszul: Gelsi), Fiume városrésze Horvátországban, Tengermellék-Hegyvidék megyében.

## Fekvése
Podmurvice Fiuménak a városközponttól északnyugatra eső kerülete. Délen Mlaka, nyugaton Turnić és Sveti Nikola, északon Pehlin és Škurinje, keleten Škurinjska Draga, délkeleten pedig a Banderovo városrésszel határos.

## Nevezetességei
- Ivan Goran Kovačić Diákotthon
- Szent József templom

## Oktatás

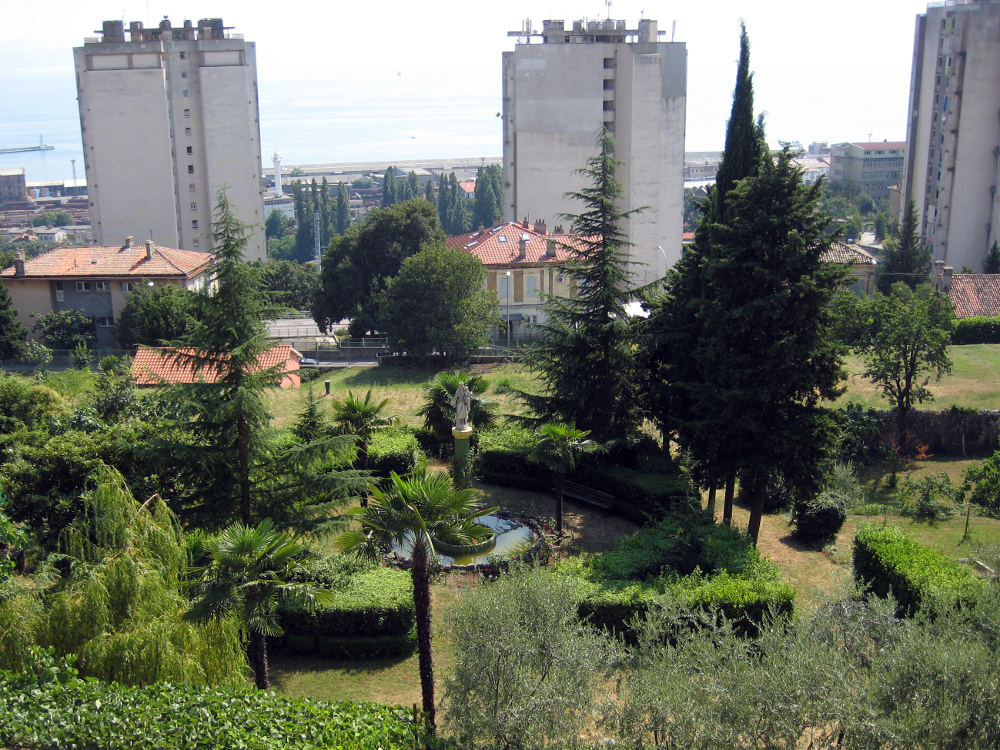
Látkép a szaléziak kertjéből

- Rijekai Egyetem Jogtudományi Kar
- Ipari szakközépiskola
- Vegyipari középiskola
- Podmurvice Általános Iskola

## Sport
A Robert Komen labdarúgópálya 1975-ben épült